# Tabarre
Tabarre (Haïtiaans-Creools: Taba) is een stad en gemeente in Haïti. De gemeente maakt deel uit van het arrondissement Port-au-Prince in het departement Ouest.
Tabarre is een relatief nieuwe gemeente; ze is middels een wet van 1 april 2002 afgesplitst van de gemeente Port-au-Prince, behoort tot de hoofdstedelijke agglomeratie (Aire Métropolitaine) en heeft 130.000 inwoners. 
Nadat de eerste presidentstermijn van vijf jaren van Jean-Bertrand Aristide in 1996 was beëindigd, trok hij zich terug in Tabarre.

## Indeling
De gemeente bestaat uit de volgende sections communales:
| Nr. | Naam     | Km²   | Inw.2015 |
| --- | -------- | ----- | -------- |
| 1   | Bellevue | 14,30 | 97.515   |
| 2   | Bellevue | 10,17 | 32.768   |